# Nicolaas Beets
Nicolaas Beets, född den 13 september 1814, död den 13 mars 1903, var en nederländsk författare, far till Adriaan Beets.
Beets blev 1854 präst, 1874 professor i kyrkohistoria i Utrecht. Han stod i början av sin karriär under inflytande av Byron, men utvecklades till en blid familjediktare och vann som sådan stor popularitet. Mest populär var hans under pseudonymen Hildebrand utgivna idylliska skildring Camera obscura (1839, en mängd senare upplagor). Beets samlade "Dichtwerken" utgavs i 5 band 1886-91.